# كريس دوراند
كريس دوراند (بالإنجليزية: Chris Durand)‏ هو ممثل أمريكي، ولد في 7 يونيو 1963 في الولايات المتحدة.

## أعمال

### أفلام
- (1993) رجل الدمار[1][2][3]
- (1996) العم سام

### مسلسلات
- آنجل
- دارما وغريغ

## وصلات خارجية
- كريس دوراند على موقع IMDb (الإنجليزية)
- كريس دوراند على موقع ألو سيني (الفرنسية)
- كريس دوراند على موقع أول موفي (الإنجليزية)
- كريس دوراند على موقع قاعدة بيانات الأفلام السويدية (السويدية)
- كريس دوراند على موقع قاعدة بيانات الفيلم (الإنجليزية)
- كريس دوراند على موقع كينوبويسك (الروسية)